# Carlton Lake (Journalist)
Carlton Munro Lake (* 7. September 1915 in Brockton, Massachusetts; †  5. Mai 2006 in Austin, Texas) war ein amerikanischer Journalist, Kunstkritiker, Kurator und Kunstsammler. 

## Leben und Wirken
Carlton Lake war der Sohn von Elmer and Florence Lake. Er schloss 1936 sein Studium der romanischen Sprachen und Literatur an der Boston University mit dem Bachelor ab, gefolgt 1937 vom Master an der Columbia University und weiteren kunstgeschichtlichen Studien. Während des Zweiten Weltkriegs war er Leutnant bei der Marine. Nach dem Krieg zog er mit seiner Frau Alfreda nach Paris, wo er seine Studien an der Sorbonne fortsetzte und unter anderem für The Christian Science Monitor, The New Yorker und den Atlantic Monthly schrieb. 1964 verfasste er gemeinsam mit Françoise Gilot das in viele Sprachen übersetzte Buch Life with Picasso über deren langjähriges Zusammenleben mit dem spanischen Künstler Pablo Picasso. Es folgte 1969 In Quest of Dali über den Künstler des Surrealismus, Salvador Dalí.
Lake lebte von 1950 bis 1975 in Paris, ab dem folgenden Jahr bis 1984 pendelte er zwischen Paris und den USA, wo er zunächst in Boston lebte. Von 1969 bis 1975 war er Berater des Harry Ransom Center (Harry Ransom Humanities Research Center), das der University of Texas at Austin angeschlossen ist. Ab 1976 war er Kurator für die französische Sammlung des Center, Acting Director von 1978 bis 1980 und Executive Curator von 1980 bis 2003. Beispielsweise kuratierte er 1976 die Ausstellung Baudelaire to Beckett: A Century of French Art & Literature und 1984 No Symbols Where None Intended, eine Samuel-Beckett-Ausstellung. Als Ko-Kurator wirkte er 1991 bei einer Ausstellung über Henri-Pierre Roché mit. 1990 erschien seine Autobiografie unter dem Titel Confessions of a Literary Archaeologist. 
Carlton Lake trat 2003 in den Ruhestand und starb 2006 in Austin.

## Carlton Lake Collection

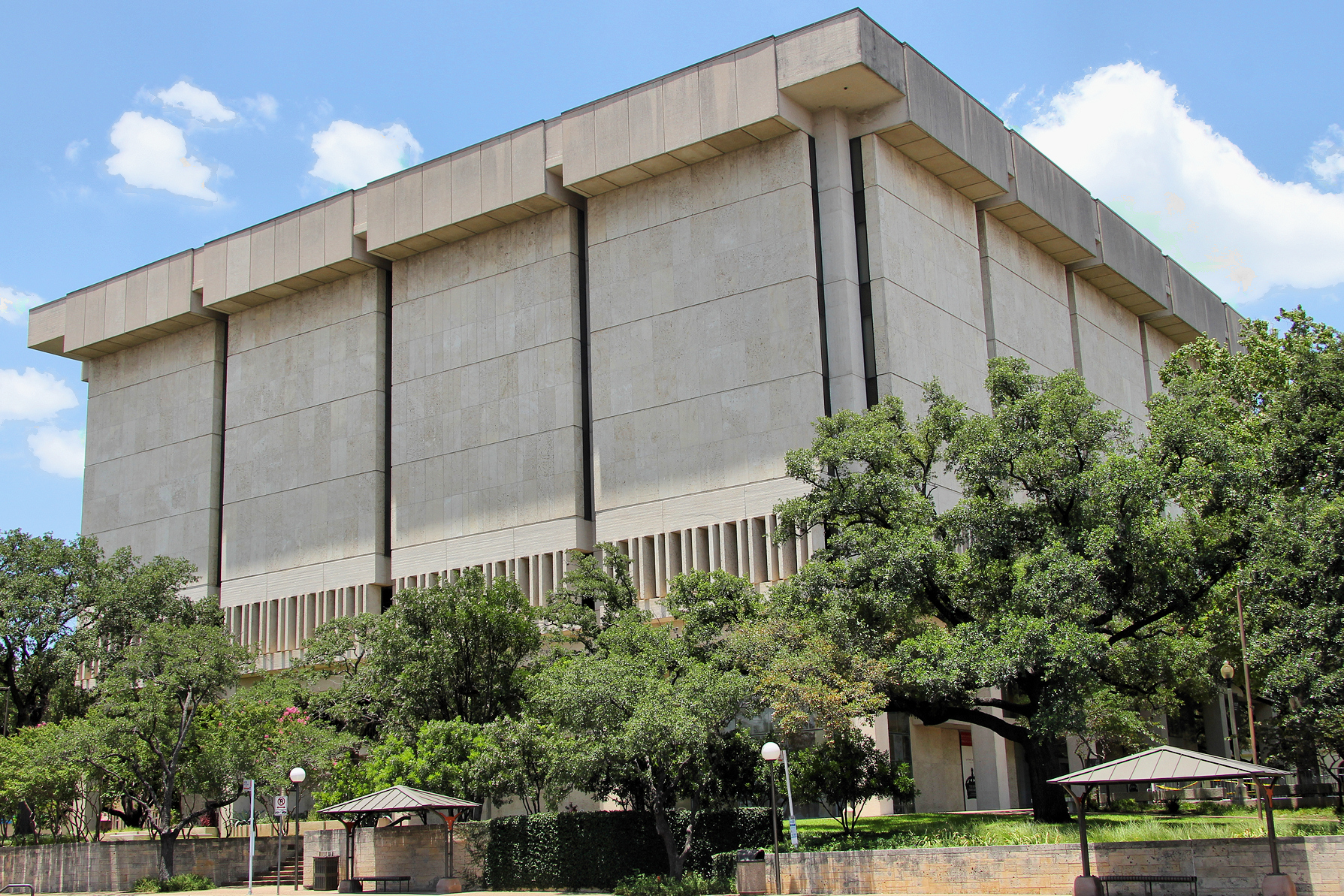
Gebäude des Harry Ransom Center in Austin

Bereits ab 1936 hatte Lake Kunstwerke erworben. Hinzu kamen Dokumente als Hintergrundmaterial über die Künstler. Die von ihm gespendete oder erworbene Carlton Lake Collection des Harry Ransom Center (von dem die Carlton Lake Art Collection ein Teil ist) umfasst etwa 350.000 Manuskripte, Bücher, Musik und Fotografien hauptsächlich französischen Ursprungs aus der Zeit des späten 19. Jahrhunderts und des frühen 20. Jahrhunderts.
Die Carlton Lake Art Collection umfasst hauptsächlich Arbeiten auf Papier, aber auch einige Skulpturen und Gemälde von modernen französischen Künstlern, die zum großen Teil Beziehungen zur französischen Literaturszene hatten. Dominante Beispiele sind Jean Cocteau, Raoul Dufy, Jean Hugo, Valentine Hugo, Berthe Morisot, Odilon Redon und Arthur Rimbaud. Auch Werke von Pierre Bonnard, Alexander Calder, Paul Cézanne, Pablo Picasso, Auguste Rodin und Henri de Toulouse-Lautrec sind in der Sammlung enthalten.

## Veröffentlichungen (Auswahl)
- Carlton Lake/Robert Maillard (Hrsg.): A Dictionary of Modern Painting. Tudor Pub. Co, New York 1956 (online)
- Françoise Gilot/Carlton Lake: Life with Picasso. McGraw-Hill, New York 1964
  - frz.: Vivre avec Picasso. Calmann-Lévy, Paris 1964
  - dt.: Leben mit Picasso. Aus dem Amerikanischen von Anne-Ruth Strauss. Kindler, München 1965. Neuausgabe Diogenes, Zürich 1987, ISBN 3-257-21584-3 (Platz 1 der Spiegel-Bestsellerliste vom 27. Oktober bis zum 2. November 1965)
- In Quest of Dali. Putnam, New York 1969; Neuausgabe Paragon House 1990, ISBN 1-55778-386-1
- Confessions of a Literary Archaeologist, New Direction Books, New York 1990; Neuausgabe 2008: ISBN 978-0-8112-1778-1 (teilweise online)